# Halocaridinides
Halocaridinides is een geslacht van kreeftachtigen uit de klasse van de Malacostraca (hogere kreeftachtigen).

## Soorten
- Halocaridinides fowleri Gordon in Gordon & Monod, 1968
- Halocaridinides trigonophthalma (Fujino & Shokita, 1975)